# Gorham (Nou Hampshire)
Gorham és una població dels Estats Units a l'estat de Nou Hampshire. Segons el cens del 2000 tenia 2.895 habitants.

## Demografia
Segons el cens del 2000, Gorham tenia 2.895 habitants, 1.293 habitatges, i 801 famílies. La densitat de població era de 35 habitants per km².
Dels 1.293 habitatges en un 26,6% hi vivien nens de menys de 18 anys, en un 51,7% hi vivien parelles casades, en un 6,5% dones solteres, i en un 38% no eren unitats familiars. En el 33% dels habitatges hi vivien persones soles el 17,9% de les quals corresponia a persones de 65 anys o més que vivien soles. El nombre mitjà de persones vivint en cada habitatge era de 2,24 i el nombre mitjà de persones que vivien en cada família era de 2,84.
Per edats la població es repartia de la següent manera: un 22,1% tenia menys de 18 anys, un 5,9% entre 18 i 24, un 27,9% entre 25 i 44, un 24,5% de 45 a 60 i un 19,6% 65 anys o més.
L'edat mediana era de 42 anys. Per cada 100 dones de 18 o més anys hi havia 94,8 homes.
La renda mediana per habitatge era de 32.250$ i la renda mediana per família de 41.008$. Els homes tenien una renda mediana de 34.659$ mentre que les dones 20.278$. La renda per capita de la població era de 16.649$. Entorn del 3,9% de les famílies i el 7% de la població estaven per davall del llindar de pobresa.

## Poblacions més properes
El següent diagrama mostra les poblacions més properes.